# Primitivo
L'appellativo di primitivo è antropologicamente relativo. Si può applicare al primo di diversi e successivi stadi nello sviluppo della cultura, della tecnologia o dell'arte di un gruppo umano.

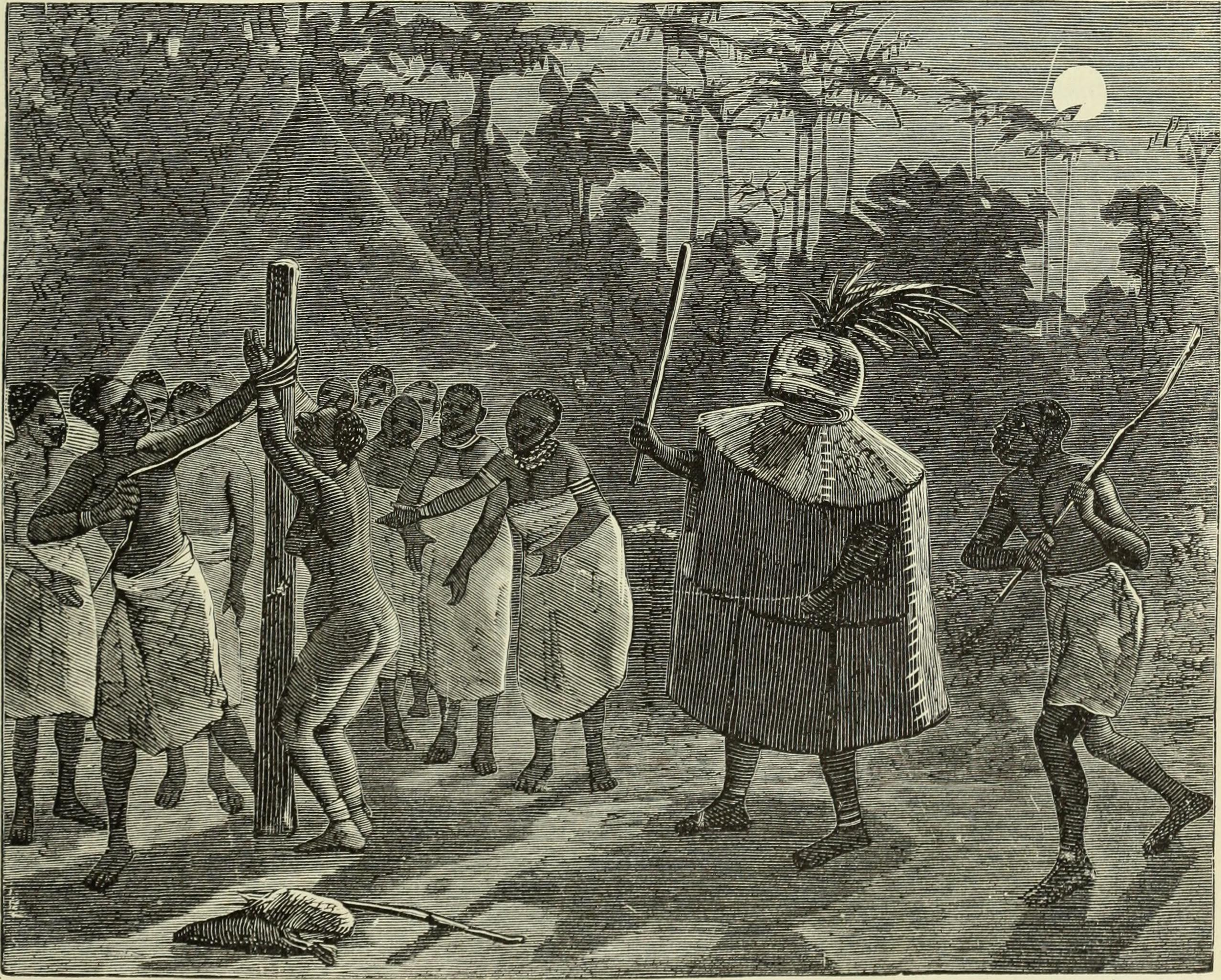
Illustrazione dal libro Le razze degli uomini selvaggi di tutti i paesi del mondo, dell'americano John George Wood (1877)

## Tentativi di definizione
Una punta di freccia in ferro, rispetto ad una in bronzo oppure le più sofisticate punte in selce (tipica del periodo solutreano), manifesta una netta superiorità tecnologica e richiede procedure più articolate per essere prodotta, basate sull'utilizzo del fuoco, di forni, di mantici e di altri strumenti come l'incudine e il martello. La conoscenza della ruota potrebbe essere un altro criterio discriminante. La scrittura è una innovazione tecnologica fondamentale che rende possibile l'esistenza di società molto più complesse.
L'esistenza di un alfabeto, l'agricoltura, le transazioni monetarie, la conoscenza rudimentale di qualche branca scientifica, l'organizzazione gerarchica che superi il concetto di organizzazione tribale, e la costruzione di città più o meno sofisticate, porterebbe intuitivamente a classificare una società come organizzata e non tribale, primitiva.  D'altra parte, un uso scientifico della parola primitivo è più indicato come termine di paragone tra due condizioni tecnologiche e di complessità sociale, piuttosto che come discrimine tra ipotetiche condizioni primitiva e civilizzata. Il termine è infatti decisamente ambiguo e messo in discussione nel suo uso come sostantivo.
Viene generalmente accettata comunque la visione secondo la quale nelle aree geografiche "culla della civiltà" ove particolari condizioni storiche ed ambientali hanno portato a necessità e condizioni tali da incrementare le conoscenze tecnologiche, come nel bacino del Mediterraneo, nel sud est asiatico, nell'America centromeridionale, ed in alcune aree del nord America, possa essere rilevata una discontinuità con i gruppi umani rimasti periferici. In particolare l'uso della scrittura (o altre tecniche di registrazione e comunicazione di dati) ha permesso a società quali quelle mesopotamiche, cinesi, Maya e azteca (e gli altri gruppi umani entrati in contatto con esse), di raggiungere un elevato grado di complessità sociale.

## Sviluppo e critiche all'impiego del termine
Dalla seconda metà del XIX secolo si è preferito utilizzare il termine "primitivo" rispetto a "selvaggio", per definire sia lo stadio evolutivo primigenio dell'umanità, che quello che veniva considerato l'oggetto di studio delle scienze demo-etno-antropologiche.
A tutt'oggi, l'antica ambiguità insita nell'uso del termine "primitivo" non è stata risolta dagli antropologi ed il termine ha finito per connotarsi degli stessi significati che aveva "selvaggio" (inferiorità, razzismo, etnocentrismo, ecc.). Ed è per questo che riferendosi a "primitivo", « [...] attualmente esso viene usato solo convenzionalmente, e spesso tra virgolette, nella letteratura antropologica» (U. Fabietti).
Molti obiettano che spesso questi gruppi sono perfettamente adattati all'ambiente naturale, come nelle selve equatoriali, o nella banchisa artica (dove non esiste né legno, né minerali, né pietre per costruire templi, né ovviamente la possibilità di arare un terreno) e che possono averci insegnato molte cose, come l'impiego di piante medicinali, p. es. il curaro (che oggi si adopera negli interventi chirurgici), oppure la vincristina (che si utilizza correntemente nella terapia dei tumori).
In epoca coloniale molti antropologi e storici occidentali si sono serviti della definizione di “primitivi” per giustificare la conquista e la sottomissione dei popoli indigeni che vivevano nelle colonie. Echi di questa percezione sono ancora oggi esistenti e, allo stesso modo che in passato, vengono usati per legittimare i soprusi perpetrati nei confronti degli indigeni, nonostante i loro diritti siano ora riconosciuti da leggi internazionali (Ilo 169  e Dichiarazione Universale dei diritti dei popoli indigeni dell'ONU ). Anche nei media si ritrova un uso frequente dell'aggettivo “primitivo” legato ai popoli indigeni, un comportamento che contribuisce ad alimentare il razzismo nei loro confronti. A questo proposito l'organizzazione Survival International , il movimento mondiale per i diritti dei popoli indigeni, ha lanciato una campagna di sensibilizzazione  per fermare questo fenomeno.
Inoltre la mentalità magico-religiosa, in passato considerata caratteristica distintiva dei "primitivi" (Lucien Lévy-Bruhl), è un concetto screditato dai successivi approcci teorici dell'antropologia. In molti, come Marcel Griaule, hanno sottolineato la continuità tra una visione del mondo che poteva venire etichettata come primitiva e le religioni, superstizioni e le credenze delle persone che abitano le metropoli contemporanee.
In definitiva, è ad oggi largamente accettato nella comunità scientifica il carattere di "costruzione" del concetto di "primitivo", utilizzato dall'antropologia dell'Ottocento e di gran parte del Novecento per individuare il proprio oggetto di studi (The Invention of Primitive Society, Adam Kuper, 1988).

## Primitivismo ed "immagine interiore" nella psichiatria
La moderna psichiatria, basata sulla interpretazione dei sogni, ritiene che esista una caratteristica esclusivamente umana, presente fin dalla nascita, che denomina "immagine interiore", e che viene espressa in manifestazioni "artistiche voluttuarie", non mirate direttamente alla sopravvivenza ma all'espressione del mondo spirituale del gruppo, con manifestazioni variegate come danze, musica, scultura, particolari architettonici e decorazioni di oggetti domestici.